# Ready (Trey Songz)
Ready è il terzo album discografico in studio del cantante R&B statunitense Trey Songz, pubblicato il 31 agosto del 2009.
Il disco ha ricevuto un'ottima risposta commerciale e dalla critica musicale, che lo ha definito uno dei migliori lavori di Songz, nonché l'album che ha delineato il sound, i temi dell'artista, e la sua caratura artistica.

## Lavorazione
Il disco è stato lavorato durante il 2008 ed il 2009. Songz ha affermato in un'intervista che per il disco ha voluto creare qualcosa di "più adulto, più sexy e più affabile" rispetto ai lavori precedenti, come risultato della sua crescita personale, preparando un lavoro sofisticato, che mantenesse la sua street credibility.

## Il disco
Ready è un disco R&B, con lievi impronte soul ed hip-hop, dove prevalgono produzioni dolci e lente. Il disco ha ricevuto numerosi paragoni ai lavori di R. Kelly per la scelta delle linee melodiche, e per la forte presenza di testi a sfondo sessuale, più sporadici nei precedenti album dell'artista.

## Tracce
1. Panty Droppa (Intro) – 1:27
2. Neighbors Know My Name – 3:06
3. I Invented Sex (feat. Drake) – 4:08
4. I Need a Girl – 3:34
5. One Love – 4:17
6. Does He Do It – 2:59
7. Say Aah (feat. Fabolous) – 3:27
8. LOL :-) (feat. Gucci Mane & Soulja Boy Tell 'Em) – 4:08
9. Ready to Make Luv – 1:21
10. Jupiter Love – 4:34
11. Be Where You Are – 4:00
12. Successful (feat. Drake) – 4:26
13. Black Roses – 3:34
14. Love Lost – 3:44
15. Hollalude – 1:16
16. Holla If Ya Need Me – 4:05
17. Yo Side of the Bed – 4:10

## Classifiche
| Classifica (2010)         | Posizione raggiunta |
| ------------------------- | ------------------- |
| Stati Uniti Billboard 200 | 3                   |